# Lophocoleus albipuncta
Lophocoleus albipuncta är en fjärilsart som beskrevs av Robinson 1975. Lophocoleus albipuncta ingår i släktet Lophocoleus och familjen nattflyn. Inga underarter finns listade i Catalogue of Life.